# تارد (مجارستان)
تارد (به مجاری:  Tard) یک شهرداری در مجارستان است که در بورشود-آبااوی-زمپلن واقع شده‌است. تارد ۴۰٫۴۹ کیلومتر مربع مساحت و ۱٬۴۰۸ نفر جمعیت دارد.